# واگوگودا
واگوگودا (به لاتین: Wagugoda) یک منطقهٔ مسکونی در سری‌لانکا است که در استان جنوبی (سری‌لانکا) واقع شده‌است.